# Grande Vigie
Grande Vigie – miejscowość (quartier) we francuskim terytorium zależnym Saint Barthélemy na Karaibach. Położone w północno-zachodniej części wyspy.